# ازنفس‌افتاده (آلبوم)
| بررسی انتقادی | بررسی انتقادی |
| منبع          | رتبه‌بندی      |
| ------------- | ------------- |
| آل‌میوزیک      | [ ۱ ]         |

بی‌نفس یا از نفس‌افتاده (به انگلیسی: Breathless) ششمین آلبوم گروه پراگرسیو راک کمل است. این آخرین حضور پیتر باردنز، کیبوردنواز، با گروه است. در این آلبوم، گروه در عین حال که صدای خود را به سمت ترانه‌های پاپ راک مانند تغییر می‌داد، عناصر جَز و پراگرسیو و سایر سبک‌های اصلی خود را نیز همچنان حفظ کرد.

## فهرست ترانه‌ها
1. «Breathless»
2. «Echoes»
3. «Wing and a Prayer»
4. «Down on the Farm»
5. «Starlight Ride»
6. «Summer Lightning»
7. «You Make Me Smile»
8. «The Sleeper»
9. «Rainbow's End»

## دست‌اندرکاران
کمل
- اندرو لاتیمر – گیتار، خواننده در آهنگ‌های ۲، ۵، ۷ و ۹
- پیتر باردنز – کیبرد، ارگ، خواننده در آهنگ شماره ۳
- مل کالینز – فلوت، ساکسوفون
- ریچارد سینکلر – باس، خواننده در آهنگ شماره ۱، ۴ و ۶
- اندی وارد – درامز و سازهای کوبه‌ای

نوازنده‌های مهمان
- دیو سینکلر – کیبورد در آهنگ شماره ۷ و ۹